# Frank Pasche
Frank Pasche (* 19. März 1993 in Châtel-Saint-Denis) ist ein ehemaliger Schweizer Bahnradsportler.

## Sportliche Laufbahn
2012 belegte Frank Pasche gemeinsam mit Théry Schir, Cyrille Thièry und Maxime Magné den dritten Platz der nationalen Meisterschaft in der Mannschaftsverfolgung der Elite. Beim ersten Lauf des Bahnrad-Weltcups 2012/13 in Cali wurde der Schweizer Bahnvierer Dritter, mit Pasche, Thiéry, Loïc Perizzolo und Kilian Moser.
2013 sowie 2014 wurde die Schweizer Mannschaft mit Pasche Europameister (U23) in der Mannschaftsverfolgung. 2015 wurde Pasche gemeinsam mit Théry Schir U23-Europameister im Zweier-Mannschaftsfahren. Bei den UEC-Bahn-Europameisterschaften 2015 im heimischen Grenchen errang der Schweizer Vierer mit Pasche, Schir, Küng und Silvan Dillier die Silbermedaille in der Mannschaftsverfolgung.
2016 wurde Frank Pasche für die Teilnahme an den Olympischen Spielen in Rio de Janeiro nominiert, startete aber nicht. 2018 wurde er gemeinsam mit Cyrille Thièry, Théry Schir, Stefan Bissegger und Claudio Imhof Vize-Europameister in der Mannschaftsverfolgung. Im August 2019 erklärte er seinen Rücktritt vom Leistungsradsport. Als gelernter Velomechaniker wolle er sich aber weiterhin im Radsport engagieren.

## Auszeichnungen
- Mitglied der Schweizer «Radsport-Mannschaft des Jahres» (2014), gemeinsam mit Stefan Küng, Loïc Perizzolo, Théry Schir und Cyrille Thièry

## Erfolge
2013
- U23-Europameisterschaft – Mannschaftsverfolgung mit Tom Bohli, Stefan Küng und Théry Schir

2014
- U23-Europameister – Mannschaftsverfolgung mit Tom Bohli, Stefan Küng und Théry Schir
- Schweizer Meister – Mannschaftsverfolgung mit Olivier Beer, Tino Eicher und Cyrille Thièry
- Schweizer Meister – Madison mit Loïc Perizzolo

2015
- Europameisterschaft – Mannschaftsverfolgung (mit Stefan Küng, Silvan Diller und Théry Schir)
- Europameister (U23) – Zweier-Mannschaftsfahren (mit Théry Schir)
- Europameisterschaft (23) – Mannschaftsverfolgung (mit Patrick Müller, Tom Bohli und Théry Schir)
- Schweizer Meister – 1000-Meter-Zeitfahren

2018
- Europameisterschaft – Mannschaftsverfolgung (mit Cyrille Thièry, Théry Schir, Stefan Bissegger und Claudio Imhof)

## Teams
- 2016 Team Roth